# 2 Fast 2 Furious
2 Fast 2 Furious (titulada: 2 Fast 2 Furious: A todo gas 2 en España y Más rápido, más furioso en Hispanoamérica o simplemente Rápido y furioso 2) es una película estadounidense de acción de 2003 dirigida por John Singleton, protagonizada por Paul Walker, Tyrese Gibson, Eva Mendes, Cole Hauser Chris "Ludacris" Bridges y James Remar. La trama sigue al ex oficial del Departamento de Policía de Los Ángeles Brian O'Conner y a su amigo ex convicto Roman Pearce, quienes transportan un cargamento de "dinero sucio" para el sospechoso traficante de importación y exportación con sede en Miami Carter Verone mientras trabajan en secreto con la agente encubierta Monica Fuentes para atraparlo. Es la segunda película de la saga Fast & Furious.
Tras el éxito de taquilla de su predecesora en 2001, se planeó una segunda película, que se confirmó con el regreso de Walker y el productor Neal H. Moritz. Vin Diesel y Rob Cohen, coprotagonista y director de la primera película, no pudieron regresar; Gibson y Singleton se unieron al reparto en su ausencia en 2002. Para justificar la marcha de Diesel, se produjo y estrenó el cortometraje "The Turbo Charged Prelude for 2 Fast 2 Furious" (2003). El rodaje de 2 Fast 2 Furious comenzó en septiembre de 2002 y se prolongó hasta diciembre de ese mismo año, con locaciones que incluyeron Miami y las áreas circundantes del sur de Florida. 
2 Fast 2 Furious se estrenó en el Anfiteatro Universal de Los Ángeles el 3 de junio de 2003 y se estrenó en Estados Unidos el 6 de junio por Universal Pictures. La película recaudó 236,4 millones de dólares en todo el mundo y recibió críticas generalmente negativas, aunque su recepción ha mejorado con el tiempo. Una secuela, Rápidos y Furiosos: Reto Tokio, se estrenó en 2006.

## Argumento
Después de dejar escapar al fugitivo y ex-convicto, Dominic "Dom" Toretto (Vin Diesel), en la primera entrega, el ex-oficial de policía, Brian O'Conner (Paul Walker), escapó de la ciudad de Los Ángeles ahora con una orden de captura en su contra a nivel nacional, mudándose a Miami para comenzar una nueva vida, pasando un año desde los eventos de la primera película. Ahí, hace nuevos amigos tales como Tej Parker (Chris "Ludacris" Bridges), un ex-corredor y organizador de carreras, Jimmy (Jin Auyeung), un preparador y mecánico de autos y Suki (Devon Aoki), otra popular corredora de la ciudad. En la actualidad, Brian es ahora conocido por el nombre de «Campeón», debido a sus habilidades al volante de su Nissan Skyline GT-R R34 1999 modificado de color plata con vinilos azules, con el cual compite en diferentes carreras callejeras para ganar dinero mediante apuestas, aplicando todos los conocimientos que aprendió como exmiembro del ahora disuelto grupo de Toretto.
Una noche, después de ganar una carrera, Brian es rápidamente capturado y arrestado por los agentes de la aduana de EE. UU., mediante el uso de un dispositivo llamado ESD (Electronic System Disabler, un desconector de sistemas electrónicos) en forma de gancho, el cual es disparado por el agente Markham (James Remar). Tras su detención, el agente del FBI, Bilkins (Thom Barry), le ofrece un trato para participar en una investigación conjunta de la Aduana con el FBI, a cambio de borrar todos los antecedentes penales que tiene desde que escapó de Los Ángeles. La operación consiste en carreras callejeras, pero al ver que ni la aduana ni el FBI tienen un corredor experimentado, Brian le dice a Bilkins que él mismo lo seleccionará por su cuenta.
Posteriormente, Brian y Bilkins viajan a Barstow, California, para reclutar a Roman "Rome" Pearce (Tyrese Gibson), un antiguo amigo de Brian que había estado tres años en la cárcel y que actualmente se encuentra en arresto domiciliario (no puede alejarse de su casa a más de cien metros) y que a su vez, odia y culpa a Brian por su situación actual. Momentos después, Brian convence a Rome para que se una a él en la misión, a cambio de que les sean perdonados todos sus antecedentes penales y eliminarle el dispositivo del tobillo a Rome. Poco después el dúo regresa a Miami, en donde se les informa sobre su misión: haciéndose pasar por corredores callejeros, entran al servicio del despiadado narcotraficante argentino Carter Verone (Cole Hauser), embarcado en un asunto de lavado de dinero y narcotráfico. Son ayudados por Mónica Fuentes (Eva Mendes), una agente de aduanas, infiltrada desde hace un año en la red de Carter y con quien mantiene una relación amorosa. Para su misión, Brian y Rome usan dos autos modificados: un Mitsubishi Lancer Evolution VII 2002 verde-amarillo, y un Mitsubishi Eclipse GTS Spyder 2003 púrpura, respectivamente.
El dúo participa en una carrera de prueba a través de Miami, para recuperar un paquete dentro de un Ferrari 360 Spyder 1998, incautado en un depósito de botes a treinta minutos de donde están y que hay que entregar a Verone, sin saber que sus autos están equipados con dispositivos de localización GPS que proporcionan al equipo de Markham su ubicación. Al llegar al depósito donde está el Ferrari y tomar el paquete, son arrinconados por Markham y su compañero, quienes asumen erróneamente que el dúo estaba huyendo de la misión. Rome, molesto por la presencia de Markham, saca su pistola y abre fuego sobre los hombres del FBI. Después, el dúo se escapa hacia la mansión de Verone, donde luego son contratados como pilotos por este.
Después de salir de la mansión de Verone, el dúo va al taller de Tej, donde Jimmy les informa acerca de los dispositivos de localización GPS que llevan en sus autos y descubren que también están siendo perseguidos por los secuaces de Verone, Enrique (Mo Gallini) y Roberto (Roberto Sánchez), por lo que Rome decide distraerlos unos momentos, incendiando el parabrisas del auto de éstos, logrando que él y Brian escapen de ellos. Más tarde, el dúo se reúne con el equipo de la policía de aduanas y el FBI, pero en eso Markham inmediatamente inicia una pelea con Rome, debido la interferencia de Markham en la prueba de Verone y que por poco hace que los atrapen. Después de que la situación se calma, Brian le dice a Bilkins y a Markham que el plan de Verone para evadir el dinero es usar su jet privado y escapar, pero también sospecha que algo anda mal con el rol de Mónica en la misión y también, para molestia de Brian, el propio Markham le revela a Rome sobre como Brian traicionó a Bilkins en Los Ángeles y dejó escapar a Dom. Después de salir de la reunión, Brian y Rome tienen una pequeña discusión para saber más acerca del escape de Dom por parte de Brian, pero este se niega a decirle lo que pasó y luego discuten sobre la misión, ya que por poco, Markham hace que los descubran, por lo que ambos, teniendo en cuenta que los autos tienen rastreador GPS, deciden idear un plan de emergencia por si acaso las cosas se llegaran a complicar.
Para conseguir autos nuevos, retan a los corredores Korpi (John Cenatiempo) y Darden (Eric Etebari), otros dos pilotos que querían entrar a trabajar para Verone, a una carrera de relevos por equipos, a pesar de tener motores más pequeños que el Chevrolet Camaro Yenko S/C 1969 de Korpi y el Dodge Challenger R/T 1970 de Darden. Al inicio de la carrera, Rome falla en ganarle a Darden, mientras que Brian logra ganar la carrera usando el óxido nitroso, derrotando a Korpi en el último segundo, haciendo que el grupo de Brian tome posesión de los dos autos.
Esa noche, Brian y Rome se encuentran con Verone en su club nocturno, donde Verone tortura al Detective Whitworth (Mark Boone Jr.), para que le diera una ventaja de quince minutos para mantener a la policía lejos de su operación. Ellos reportan este informe a sus superiores a la mañana siguiente, pero Brian sospecha que esta misión se les va a ir de las manos, debido a que Markham está en contra de ellos, junto con la información secreta, dicha por Mónica, de que el punto de entrega es en una pista de aterrizaje aislada y que Verone quiere que el dúo sea ejecutado después de la carrera. Como solución a estos problemas, Brian y Rome idean un cambio de planes. Después de eso, Tej y su banda modifican los autos (el Camaro Yenko S/C y el Challenger R/T que los usaban Korpi y Darden) y tienen listos a todos los corredores callejeros para el día siguiente.
En el día de la misión, Brian y Rome comienzan el transporte de bolsas de lona con el dinero de Verone conjunto con Enrique y Roberto por órdenes de Verone. Antes de la ventaja de quince minutos, el detective Whitworth decide llamar a toda la policía local para realizar la detención inmediata de los sospechosos, resultando en una persecución a alta velocidad por toda la ciudad; en medio de la persecución, la policía por medio de un helicóptero utilizan nuevamente el ESD para frenar los autos de Brian y Rome, pero anuentes de lo que traman los oficiales, súbitamente Brian y Rome frenan de forma brusca sus autos, justo en el momento que los oficiales en el helicóptero abren fuego contra los autos, por un lado Rome consigue esquivar el disparo y continuar su marcha sin muchos problemas, pero Brian por otro lado, no corre con la misma suerte y es impactado nuevamente en la puerta trasera de su auto, pero justo en ese momento los oficiales, a pesar de no interceptar a los dos vehículos, proceden a activar el dispositivo enganchado en el auto de Brian y empieza a detenerse poco a poco (aunque por problemas de conexión del ESD, solo afecta a la mitad de la energía), pero antes de que el auto pierda velocidad del todo, Brian le exige a Enrique que sujete el volante, pese a que este último le comenta que no sabe conducir, pero Brian le insiste que sujete el volante y lo mantenga estable lo más posible, mientras que este último sale por la ventana para intentar quitar el ESD del auto antes de que el mismo se reinicie, pero justo en ese momento el oficial del helicóptero reactiva el dispositivo para arreglar el problema de conexión, para entonces Brian consigue quitar el dispositivo del auto antes de que se activara y luego se lo lanza a una patrulla de policía la cual producto del dispositivo causa un altercado con los demás oficiales en un intento por esquivar a la patrulla afectada, lo que les da una ventana de oportunidad al dúo para escapar y alejarse lo más posible de la policía. Finalmente el dúo atrae a la policía hasta un almacén, donde decenas de corredores callejeros y de camionetas de todoterreno, salen y desorientan a la policía. Tras la carrera, la policía logra detener el Evolution y el Eclipse, solo para descubrir que eran conducidos por Tej y Suki, respectivamente. Ante este asunto, Bilkins se sorprende de ver que Brian y Rome no están en sus respectivos autos y le avisa a Markham de que los perdió de vista, ya que Brian y Rome habían cambiado de autos, sin avisar a sus superiores, por lo que, al desaparecer Brian y Rome de la vista policial, el propio Markham se ve obligado a detener a Verone antes de que escape, pero justo en ese momento, Markam y sus agentes descubren que fueron engañados en una maniobra de señuelo, ya que estos sólo se encontraron con el chófer del auto y el asiento trasero del auto completamente vacío.
Mientras tanto, Rome se deshace de Roberto con un asiento eyector improvisado, impulsado por el nitrógeno, y espera a Brian con Jimmy, el mecánico en un lugar alejado, sin embargo, justo cuando Brian está a punto de apretar el botón del asiento eyector de su auto, Enrique sorpresivamente le dice que vaya por otra ruta, la cual no estaba en el plan inicial. Entonces, Brian llama a Rome y le dice que habrá un cambio de planes, por lo que Rome le menciona a Jimmy que la policía y los federales se equivocaron de lugar, puesto que era una trampa de Verone y que Brian no vendrá, ya que Mónica estaba sola con Verone. Para entonces, Brian finalmente llega al punto de entrega en un astillero alejado, rápidamente descargan las bolsas de dinero, pero en eso Verone le pregunta en dónde está el resto del dinero, a lo que Brian le dice que está en el otro auto, el cual venía en camino. Entonces, Verone le cuestiona si sabía de los agentes policiales y de aduanas que llegaron a su jet privado, pero Brian simplemente no responde la pregunta, en eso Verone le comenta que solo se lo mencionó a una persona de la pista y que este ya sabía que Mónica era una agente encubierta desde un principio y le había dado la información incorrecta sobre el lugar de destino, para así despistar a las autoridades de su verdadero plan. Posteriormente, el propio Verone le ordena a su guardias subir a Mónica al yate, quien en un principio se rehusaba a subir, pero luego que Verone le apunta con su escopeta y ésta acepta a regañadientes subir al yate, luego le ordena a Enrique deshacerse de Brian y de los autos. Justo cuando Enrique se prepara para dispararle en la cabeza a Brian, este último intenta activar el asiento eyector de su auto para salvarse, pero desafortunadamente el sistema falla en activarse, pero justo cuando todo parecía perdido, Rome aparece repentinamente y entre ambos, acaban con Enrique. Por otro lado, Verone se escapa a bordo de su yate privado, pero Brian y Rome utilizan el Chevrolet Camaro Yenko S/C para saltar por una rampa a alta velocidad y terminan estrellándose violentamente en la parte superior de la embarcación. Tras el violento choque, Brian sufre un fuerte golpe en la cabeza y otras heridas leves, mientras que Rome por su parte se rompe el brazo derecho, producto del fuerte impacto, pero en ese momento, Verone se acerca al dúo y se prepara para dispararles con su escopeta de corredera, pero la rápida acción de Brian lo impide usando una pistola que tenía en el auto, con la que Enrique pretendía matarlo previamente y le dispara en el hombro izquierdo, dejando malherido a Verone. Justo cuando este intentaba retomar nuevamente la escopeta, Mónica se aparece y toma el arma, donde rápidamente le apunta con ella en la cabeza, donde le argumenta que está arrestado y que todo se acabó. 
Finalmente, el dúo logra arrestar a Verone con éxito y momentos después llevan la embarcación de regreso a tierra, donde las unidades aduaneras y de la policía proceden a incautar todo el dinero lavado y poner bajo custodia a Verone en el proceso, por otro lado el agente Markham le cuestiona al dúo si las bolsas con el dinero eran solamente 3, las que estaban en posesión de Verone en el yate, por lo que Brian pregunta si cumplirán su parte del trato, a lo que el agente Markham le responde que el dúo cumplieron con su parte del trato y que a partir de ahora todos sus crímenes y antecedentes penales serán borrados de manera definitiva del sistema. Sin embargo y luego de recapacitarlo bien, Rome por su parte decide también sacar las otras 3 bolsas con dinero de Verone que tenía escondidas en su Dodge Challenger R/T y se las entrega al agente Markham, a quien le termina diciendo: "Tal vez eran 6 maletas, ahora estamos a mano", por lo que el agente Markham y su compañero el agente Dunn, les agradecen su ayuda y proceden a incautar estas 3 bolsas restantes con dinero como evidencia, entre tanto el dúo observan a Verone, ahora bajo custodia, siendo atendido por unos paramédicos, quienes le curan y vendan su herida de bala causada por Brian previamente, en eso Rome le menciona en tono de burla diciendo: "No sueltes la sopa amigo, la necesitaras", por su parte Brian le advierte a Rome que cuando Verone salga de prisión lo asesinará, pero Rome le asegura a Brian que Verone no saldrá de prisión en un largo tiempo, por su parte Verone simplemente se despide del dúo antes de ser llevado en una patrulla de policía, aunque también Rome se queda algo pensativo del comentario de Brian si cree que Verone vaya a salir de prisión en algún momento. Finalmente Bilkins les informa que los señuelos están libres y un auto sedan viene en camino para llevarse al dúo y espera que lo devuelvan intacto, por su parte Mónica le cuestiona a Rome si ahora ya puede confiar en ella y este le responde que ahora si puede y luego ambos agentes les agradecen al dúo por su ayuda y se despiden de ambos. Posteriormente, Brian y Rome reflexionan sobre qué hacer ahora que ambos están libres, donde también se ponen a pensar en instalarse en Miami, en eso Brian le menciona a Rome la idea de abrir su propio taller, pero Rome le pregunta cómo va a pagar todo eso y ese momento Brian le responde en tono sarcástico diciendo: "Tu bolsillo no está vacío", a lo que Rome le revela en tono de ironía diciendo: "Y tampoco tenemos hambre", revelando que este había tomado otra gran suma del dinero de Verone y la escondió alrededor de sus pantalones.

## Reparto
| Actor                    | Personaje                |
| ------------------------ | ------------------------ |
| Paul Walker              | Brian O'Conner           |
| Tyrese Gibson            | Roman "Rome" Pearce      |
| Eva Mendes               | Agente Mónica Fuentes    |
| Cole Hauser              | Carter Verone            |
| Chris "Ludacris" Bridges | Tej Parker               |
| Thom Barry               | Agente Bilkins           |
| James Remar              | Agente Markham           |
| Edward Finlay            | Agente Dunn              |
| Devon Aoki               | Suki                     |
| Jin Auyeung              | Jimmy                    |
| Amaury Nolasco           | Orange Julius            |
| Michael Ealy             | Slap Jack                |
| Roberto Sánchez          | Roberto                  |
| Matt Gallini             | Enrique                  |
| Mark Boone Junior        | Detective Withworth      |
| Eric Etebari             | Darden "Hemi Driver Car" |
| John Cenatiempo          | Korpi "Yenko Driver Car" |

## Doblaje
| Actor                    | Personaje                | Actor/Actriz de doblaje · México | Actor/Actriz de doblaje · España |
| ------------------------ | ------------------------ | -------------------------------- | -------------------------------- |
| Paul Walker              | Brian O'Conner           | Jesús Barrero                    | Daniel García                    |
| Tyrese Gibson            | Roman "Rome" Pearce      | Salvador Delgado                 | Jordi Ribes                      |
| Chris "Ludacris" Bridges | Tej Parker               | Juan Alfonso Carralero           | Eduard Farelo                    |
| Eva Mendes               | Mónica Fuentes           | Mónica Manjárrez                 | Concha García Valero             |
| Cole Hauser              | Carter Verone            | Arturo Mercado                   | Luis Posada                      |
| Thom Barry               | Agente Bilkins           | Víctor Hugo Aguilar              | Miguel Ángel Jenner              |
| Edward Finlay            | Agente Dunn              | Luis Tenorio                     | Juan Miguel Valdivieso           |
| James Remar              | Agente Markham           | Bardo Miranda                    | Jordi Boixaderas                 |
| Devon Aoki               | Suki                     | Patricia Acevedo                 | Alicia Laorden                   |
| Jin Auyeung              | Jimmy                    | Benjamín Rivera                  | José Javier Serrano              |
| Amaury Nolasco           | Orange Julius            | Fabián Mejía                     | Rafael Calvo                     |
| Michael Ealy             | Slap Jack                | Andrés García                    | José Luis Mediavilla             |
| Matt Gallini             | Enrique                  | Víctor Covarrubias               | Gonzalo Abril                    |
| Roberto Sánchez          | Roberto                  | Roberto Mendiola                 | Ricky Coello                     |
| Mark Boone Junior        | Detective Withworth      | Paco Mauri                       | Vicente Gil                      |
| John Cenatiempo          | Korpi / Yenko Driver Car | Carlos Becerril                  | Javier Viñas                     |
| Eric Etebari             | Darden / Hemi Driver Car | Rafael Rivera                    | Domenech Farell                  |

## Producción

### Desarrollo
Gracias a la increíble respuesta a The Fast and the Furious, supimos que habíamos conectado con el público joven. Creo que habíamos entrado en contacto con una cultura: el mundo urbano de las carreras callejeras. Realmente conectó con nuestros fans, quienes siguieron apoyando la película cuando salió a la venta en DVD y vídeo; es decir, simplemente revolucionó el mundo, permitiendo que aún más gente disfrutara de la aventura. Sabíamos que estaban listos para otra película, pero solo si ofrecíamos una con la misma autenticidad y fuerza que la primera. Y eso es precisamente lo que hemos logrado.

El productor Neal H. Moritz, al dar luz verde a la secuela del proyecto.
Los planes para una secuela surgieron tras el éxito de taquilla de The Fast and the Furious,  que recaudó más de 200 millones de dólares en todo el mundo.  John Singleton había visto la primera película y quedó maravillado, diciendo: "Cuando vi la película, pensé: '¡Rayos! ¿Cómo no se me había ocurrido?'. Al crecer en el centro-sur de Los Ángeles, teníamos carreras callejeras todo el tiempo". La entusiasta reacción de Singleton ante la película, así como la cultura de las carreras callejeras en general, influyeron en su decisión de dirigir la secuela. El director también afirmó que el concepto de las carreras callejeras podría ser algo con lo que el público joven pudiera identificarse.
El guion fue escrito por Michael Brandt y Derek Haas, junto con Gary Scott Thompson (coguionista de la primera película).  Se presentaron dos versiones cinematográficas al principio, una de las cuales no incluía al personaje de Vin Diesel, en caso de que el actor no regresara para la secuela.  Singleton atribuyó a Top Gun una gran influencia en la película, especialmente en las secuencias de acción. 

### Preproducción
En lugar de interpretar a Jim Street en SWAT, Paul Walker repetiría su papel como Brian O'Conner de la primera película.  A Vin Diesel le ofrecieron 25 millones de dólares para regresar en la secuela como Dominic Toretto.  Sin embargo, se negó después de leer el guion porque sintió que su potencial era inferior en comparación con el de su predecesora; en cambio, eligió aparecer en Las crónicas de Riddick.  Según la revista Variety en 2015, estaba menos convencido de lo que los guionistas tenían en mente para la película: "No adoptaron un enfoque a lo Francis Ford Coppola. Lo abordaron como lo hicieron con las secuelas en los años 80 y 90, cuando inventaban una nueva historia que no estaba relacionada en su mayor parte y le ponían el mismo nombre".  Sin embargo, Diesel reflexionó sobre su decisión en un informe de julio de 2014 de Uproxx, diciendo: "Yo hubiera dicho, 'No te alejes de ella solo porque el guion apestaba en 2 Fast 2 Furious porque existe una obligación con el público de luchar, pase lo que pase, para hacer que la película sea lo mejor posible'.... Quizás hubiera tenido un poco más de paciencia o fe en el largo plazo". 
Paul Walker, quien acababa de terminar Timeline en ese momento, repitió su papel en la segunda película como Brian O'Conner. Tyrese Gibson, entonces conocido como Tyrese, también se unió al elenco tras haber actuado previamente en Baby Boy de Singleton , que fue el debut cinematográfico del cantante; interpretó a Roman Pearce.  Ja Rule, otro destacado rapero que apareció en The Fast and the Furious como Edwin, fue originalmente elegido para repetir su papel. A Ja Rule le ofrecieron $500,000 por el papel, una cifra superior a la que le habían pagado por aparecer en ella, $15,000. Según Singleton, "Ja se volvió demasiado grande para sí mismo. Lo rechazó. Rechazó medio millón de dólares... Actuaba como si fuera demasiado grande para estar en la secuela. No devolvía las llamadas". Ja Rule declaró posteriormente en una entrevista en 2021 que ya estaba obligado a salir de gira en ese momento, después de que Vin Diesel y Rob Cohen rechazaran participar en la película. Ja Rule tuvo que tomar una decisión: aceptar el medio millón de dólares por la segunda película de Rápidos y Furiosos o entre trece y catorce millones de dólares para la gira. 
El personaje de Tej Parker fue creado, inicialmente con Redman en mente, sin embargo, cuando Redman también tuvo que abandonar debido a conflictos de programación con su propio programa Method & Red,  el director contrató a Chris "Ludacris" Bridges como sustituto.  Bridges luego saltaría a la fama por aparecer en la película y protagonizar películas posteriores como Crash y Hustle & Flow.  El elenco adicional también incluyó a Cole Hauser como el villano clave Carter Verone, quien apareció en Higher Learning; Eva Mendes como la agente encubierta Monica Fuentes y Devon Aoki como Suki, la única conductora femenina en la película. 

### Rodaje
La fotografía principal comenzó en el otoño de 2002,  y Matthew F. Leonetti fue el director de fotografía.  El rodaje se realizó principalmente en diversas zonas del sur de Florida, como Miami Beach, el Puente de las Siete Millas y la Base de la Reserva Aérea Homestead.  La mansión del personaje de Hauser se rodó en Coral Gables, en una casa propiedad de Sylvester Stallone.  En el Parque Estatal Bill Baggs Cape Florida, se rodó 2 Fast 2 Furious en un lado, mientras que Bad Boys II se rodó en el otro lado al mismo tiempo.

## Automóviles
| Automóvil                            | de                           |
| ------------------------------------ | ---------------------------- |
| 1999 Nissan Skyline GT-R R34         | Brian O'Conner               |
| 1993 Mazda RX-7 FD3S                 | Orange Julius                |
| 1993 Toyota Supra Mark IV RZ JZA80   | Slap Jack                    |
| 2000 Honda S2000 F20C                | Suki                         |
| 2004 Lincoln Navigator               | Carter Verone                |
| 2002 Mitsubishi Lancer Evolution VII | Brian O'Conner               |
| 2003 Mitsubishi Eclipse GTS Spyder   | Roman "Rome" Pearce          |
| 2002 Dodge Ram 1500                  | Tej Parker                   |
| 1970 Dodge Challenger R/T            | Darden y Roman "Rome" Pearce |
| 1969 Chevrolet Camaro Yenko S/C      | Korpi y Brian O'Conner       |
| 2003 Dodge Viper SRT-10              | Dodge Driver Car             |
| 1998 BMW Serie 3 E36                 | BMW Driver Car               |
| 2003 Saleen Mustang S281             | Saleen Driver Car            |
| 2000 Chevrolet Corvette C5           | Chevrolet Driver Car         |
| 1998 Ferrari 360 Spyder              | Carter Verone                |
| 2000 Acura NSX                       | Tej Parker                   |
| 1970 Chevrolet Monte Carlo           | Roman "Rome" Pearce          |
| 1991 Bentley Continental             | Carter Verone                |
| 1968 Cadillac DeVille                | 'Enrique y Roberto           |

## Banda sonora
| N.º | Título                    | Artista(s)                  | Duración |  |
| 1.  | «Start (Intro)»           | Ludacris                    | 0:09     |  |
| 2.  | «Act a Fool»              | Ludacris                    | 4:30     |  |
| 3.  | «Represent»               | Trick Daddy                 | 3:38     |  |
| 4.  | «Slum *»                  | I-20                        | 3:06     |  |
| 5.  | «Pick Up The Phone»       | Tyrese, Ludacris & R. Kelly | 4:53     |  |
| 6.  | «Hands In The Air»        | 8 Ball                      | 4:12     |  |
| 7.  | «Gettin' It *»            | Chingy                      | 4:19     |  |
| 8.  | «Block Reincarnated»      | Shawnna, Kardinal Offishall | 4:18     |  |
| 9.  | «Pump It Up»              | Joe Budden                  | 4:11     |  |
| 10. | «Hell Yeah *»             | Dead Prez                   | 4:32     |  |
| 11. | «Peel Off»                | Jin                         | 4:09     |  |
| 12. | «We Ridin' *»             | Fat Joe                     | 3:01     |  |
| 13. | «Rollin on 20's'»         | Lil' Flip                   | 4:09     |  |
| 14. | «Fuck What a Nigga Say *» | Dirtbag                     | 3:16     |  |
| 15. | «Oye»                     | Pitbull                     | 4:03     |  |
| 16. | «Miami»                   | K'Jon                       | 4:18     |  |
| 17. | «Finish (Outro)»          | Ludacris                    | 0:10     |  |
| 18. | «Like a Pimp»             | David Banner                | 4:17     |  |

## Recepción

### Taquilla
2 Fast 2 Furious ganó $52.1 millones en su estreno en Estados Unidos en 3,408 cines, ocupando el primer lugar para el fin de semana por encima de Buscando a Nemo.  La película logró el cuarto fin de semana de estreno de junio más alto, detrás de Batman Forever, Scooby-Doo y Austin Powers: The Spy Who Shagged Me.  Esta también fue una de las tres películas consecutivas de Universal de 2003 en tener un fin de semana de estreno por encima de los $50 millones, siendo las otras Bruce Almighty y Hulk.  Además, la película superó a Shaft para tener el fin de semana de estreno más alto para una película de John Singleton y a XXX para tener el fin de semana de estreno más grande para una película de Neal H. Moritz respectivamente.  Durante su segundo fin de semana, quedó detrás de Buscando a Nemo, ganando $19.1 millones.  A lo largo de sus 133 días de estreno, la película alcanzó un máximo de 3418 salas en Estados Unidos y recaudó 127,2 millones de dólares a nivel nacional. La película ocupó el 15.º puesto en la lista de las mayores recaudaciones en Estados Unidos y el 16.º puesto en la lista mundial de 2003; sumado a los 109,2 millones de dólares recaudados a nivel internacional, la película recaudó 236,4 millones de dólares a nivel mundial.

### Respuesta de la crítica
En Rotten Tomatoes, 2 Fast 2 Furious tiene un índice de aprobación del 37% basado en 160 reseñas y una calificación promedio de 4.80/10. El consenso crítico del sitio dice: "Gente guapa y coches preciosos en una película que no te dejará sin palabras".  En Metacritic, tiene una puntuación promedio ponderada de 38 sobre 100 basada en reseñas de 36 críticos, lo que indica críticas "generalmente desfavorables".  El público encuestado por CinemaScore le dio a la película una calificación promedio de "A−" en una escala de A+ a F.
En 2014, John Singleton dijo: "Fue increíble. Los jefes del estudio en aquel entonces simplemente decían: 'Hazlo divertido, hazlo genial, hazlo para esta generación'". Añadió: "No usé toda esa música tecno que usaron en la primera película. Solo usé hip hop sureño, que estaba de moda en aquel entonces. Simplemente le di un toque funky, lo hice más multiétnico". También reflexionó sobre el papel de Paul Walker: "Paul [Walker] va a ser atrevido. Va a ser más como un chico malo. Esa fue la película donde él era la estrella". Sobre la experiencia en sí, Singleton dijo: "Fue una experiencia muy divertida. Tuve la oportunidad de pasar un año en Miami trabajando en una película multimillonaria".